# География Швейцарии
Швейцария расположена в Центральной Европе. Площадь территории страны составляет 41,3 тыс. км². Швейцария на севере граничит с Германией, на западе — с Францией, на востоке — с Лихтенштейном и Австрией, на юге — с Италией. Большая часть северной границы с Германией идет по реке Рейн, хотя Рейн входит на территорию Швейцарии около Шаффхаузена. Восточная граница с Германией и частью Австрии проходит через Боденское озеро (нем. Bodensee). Часть юго-западной границы с Францией проходит через Женевское озеро. Самая протяженная граница — с Италией — 741,3 км, с Францией — 571,8 км, с Германией — 362, 5 км, с Австрией — 165,1 км, с Лихтенштейном — 41 км. Выхода к морю нет. Наибольшая протяжённость: 220 км с севера на юг и 348 км с востока на запад.

## Рельеф
Равнинно-горный.
Приблизительно 58,5 % всей территории занимают Альпийские горы, 10 % — горы Юра. Высшая точка страны — пик Дюфур (4 634 м), низшая — озеро Лаго-Маджоре — 193 м. Высшая точка горного массива Юра расположена в Швейцарии (гора Мон-Тандр) и составляет 1679 м. Самая известная гора страны — Маттерхорн. В центральной части страны расположено Швейцарское плато. Его средняя высота составляет 580 метров над уровнем моря. Для данной территории характерны высокая плотность населения, сосредоточение промышленности, развитое сельское хозяйство и скотоводство.
Южная часть Верхнерейнской низменности.

## Реки и озёра
Швейцария по праву считается кладезью воды. Здесь сконцентрировано 6 % запасов пресной воды Европы, и именно отсюда берут своё начало реки Рейн (в пределах страны длина реки составляет 375 км), Рона (264 км), Тичино (91 км), Инн, принадлежащие бассейнам трёх разных морей: Северного, Средиземного и Чёрного. Реки страны не имеют судоходного значения.
В Швейцарии расположено большое количество озёр. Озёра страны имеют ледниковое происхождение, поэтому имеют вытянутую форму и большие глубины.
Среди них можно отметить следующие:
- Женевское озеро; площадь — 581 км²;
- Боденское озеро — 538,5 км²;
- Невшательское озеро — 217,9 км²;
- озеро Маджоре — 212,3 км²;
- Цюрихское озеро — 88,4 км²;
- озеро Лугано — 47,8 км².

Вода, текущая из любого водопроводного крана Швейцарии, всегда безупречна и по показателям чистоты соответствует минеральной воде. Даже из общественных фонтанов можно пить воду не задумываясь. За год на питьевое водоснабжение уходит лишь 2 % годового количества атмосферных осадков. Примерно 400 литров воды в день расходуется на каждого швейцарца в быту, в промышленности и на мелких производственных предприятиях. Из них в среднем 160 литров приходятся на бытовое потребление. Питьевая водопроводная вода в среднем по Швейцарии стоит около 1,60 шв. франка за тысячу литров. Таким образом, в день расходы на человека составят 0,26 шв. франка, а на семью из трёх человек — чуть менее 0,80 шв. франка. Потребление на 80 % обеспечивается за счёт грунтовых вод, поступающих из скважин и источников, остальное берётся, главным образом, из озёр. Несмотря на то, что Швейцария располагает достаточными запасами пресной воды, существуют регионы, где её не хватает. Так, например, на территории современного кантона Вале ещё несколько веков назад крестьяне построили искусственные каналы, с помощью которых на поля подводилась вода от тающих ледников.

## Районирование
Швейцарию можно разделить на 4 района: Северную, Южную, Центральную и Западную. Северный район — наиболее равнинный. Там расположены кантоны Базель, Аргау, Цюрих, Санкт-Галлен, Гларус, Тургау.
По сравнению с Северным районом страны, Западный — более гористый. В Западном районе расположены следующие кантоны: Берн, Невшатель, Фрибур, Во, Женева. Этот район включает в себя центральную и южную части Швейцарского плато.
К Центральной Швейцарии относятся кантоны Люцерн, Швиц, Ури, Унтервальден. К этому району относятся северные склоны Альп и Фирвальдштетское озеро.

## Климат
Климат Швейцарии разнообразен, что обуславливается горным ландшафтом. Тем не менее, в стране преобладает континентальный климат, который типичен для Центральной Европы. На юге, в кантоне Тичино, климат практически средиземноморский. На большей части страны преобладают температуры от 20 до 25 градусов с июня по сентябрь и от 1 до 6 градусов с ноября по март ().
Зимой в стране дует сильный тёплый ветер под названием Фён. Часто он является причиной снежных обвалов.

## Полезные ископаемые
Полезные ископаемые на территории страны практически отсутствуют. Есть лишь небольшие запасы угля, залежей железных руд, мелкие месторождения графита, талька и асфальта. В верховьях Роны и по Рейну у границы с Германией заметную роль играет добыча каменной соли, покрывающая потребности страны. В довольно значительных размерах имеется сырье для строительной промышленности: песок, глина, камень. 11,5 % энергии произведено при помощи водной энергии. 55 % потребления электроэнергии за счет гидроэлектростанций.

## Животный и растительный мир
Швейцарское плато находится в зоне европейских широколиственных лесов. Преобладающие породы — дуб и бук, местами к ним примешивается сосна. На южном склоне Альп типичен каштан. Выше по склонам гор растут хвойные леса, образующие переходный пояс между широколиственными лесами и альпийскими лугами (на больших высотах). В горах много ярких цветов. Весной расцветают крокусы и нарциссы, летом — рододендроны, камнеломки, горечавки и эдельвейсы.
Животный мир испытал сильное влияние хозяйственной деятельности человека. В то время как снежная куропатка и заяц-беляк ещё довольно распространены, такие характерные животные верхнего яруса гор, как косуля, сурок и серна, встречаются гораздо реже. Предпринимаются большие усилия по охране дикой фауны. В Швейцарском национальном парке, расположенном у границы с Австрией, обитают олени, косули и серны, реже — альпийский горный козел и лисица; встречаются также белая куропатка и несколько видов хищных птиц.